# Corpus Christi Caller-Times

Das Logo der Zeitung

Die Corpus Christi Caller-Times ist eine Tageszeitung und das Pflichtblatt in Corpus Christi, Texas.
In Corpus Christi gibt es schon fast so lange eine Zeitung, wie die Stadt existiert. Im Jahre 1883 erschien zunächst der Caller und später eine weitere Zeitung mit dem Titel Times. In den späten 1920er-Jahren wurden beide Zeitungen unter dem Titel Caller-Times zusammengeschlossen. Das derzeitige Verlagsgebäude wurde 1935 errichtet und seitdem mehrfach umgebaut und erweitert. Im Jahre 1995 begann die Zeitung mit dem Betrieb einer Internet-Ausgabe, die 1998 in caller.com umbenannt wurde. Sie hat eine Auflage von 51.000 Exemplaren an Werktagen und 71.000 an Sonntagen.
Die Zeitung, die lange Jahre im Besitz von Harte-Hanks Communications stand, wurde am 15. Oktober 1997 durch E. W. Scripps Company übernommen. Zusammen mit anderen Zeitungen des Unternehmens wurde die Corpus Christi Caller-Times in die Journal Media Group überführt und diese dann 2016 von Gannett übernommen.
Im Jahre 1939 hatte die Zeitung etwa 100 Angestellte, heute sind 400 Mitarbeiter in Vollzeit oder Teilzeit bei der Caller-Times beschäftigt.
International wurde die Zeitung bekannt, weil in ihr erstmals über den Jagdunfall berichtet wurde, in den der Vizepräsident der Vereinigten Staaten, Dick Cheney, verwickelt war. Die Eigentümerin der Ranch, auf der sich der Zwischenfall am 11. Februar 2006 abspielte, rief am darauffolgenden Morgen die Caller-Times an und informierte sie über das Ereignis.